# Duitse punk
Duitse punk (Duits: Deutschpunk) is een term die wordt gebruikt om een specifieke punkbeweging in Duitsland en de bijhorende Duitstalige punkmuziek te beschrijven.

## Oorsprong van de term
De term Deutschpunk werd voor het eerst gebruikt in 1977 als de titel van een lezersbrief van de Duitse punkband Male die werd geplaatst in het muziektijdschrift Sounds. De band zond de brief in om te benoemen dat Duitstalige punkmuziek een stuk minder aandacht van de pers kreeg dan Engelstalige punkmuziek. Het duurde echter tot het begin van de jaren tachtig dat Deutschpunk meer algemeen gebruikt zou worden als term voor een scene of subgenre in verband met de Duitstalige punkbeweging. Rond deze tijd werd er nog nauwelijks onderscheid gemaakt tussen Duitstalige hardcore punk en Duitse punk.
De term werd vanaf de late jaren 80 pas gebruikelijk. Een toonaangevend voorbeeld hiervan is het compilatiealbum Deutschpunk Kampflieder (1989). Het imago van Duitse punk was aanvankelijk vaak negatief. Het relatief populaire fanzine ZAP publiceerde bijvoorbeeld voornamelijk negatieve recensies over muziek van de stijl, terwijl nieuwere fanzines er juist positiever tegenover stonden.

## Stijl
Terwijl aanverwante genres zoals de Neue Deutsche Welle en de Duitse pretpunk evolueerden vanuit de vroege Duitse punk van de jaren 70, vond de Duitse punk vooral inspiratie in onder andere de Duitse rock, de Engelse streetpunk en in mindere mate de Amerikaanse hardcore punk. Met deze invloeden ontwikkelde de Duitse punk zich in de jaren 90 tot een nieuwe, harde en politieke stijl. Deze beweging bestond uit nieuwe bands die waren opgericht in de jaren 90, alsook oudere bands die de nieuwe stijl omarmden. Er werd vanaf deze tijd een verschil gemaakt tussen de "klassieke Duitse punk" van de jaren 80 en de "moderne Duitse punk" van de jaren 90, waar meer elementen van heavy metal, rock, cross-overmuziek of melodieuze hardcore in verwerkt zijn. Duitstalige punkmuziek die deze ontwikkeling niet heeft ondergaan maar inspiratie trekt uit andere punkstijlen, wordt over het algemeen niet gezien als Duitse punk.